# Пиюке
Пиюке (серб. Пијуке / Pijuke) — село в общине Власеница Республики Сербской Боснии и Герцеговины. Население составляет 89 человек по переписи 2013 года.